# Stilobezzia rufa
Stilobezzia rufa är en tvåvingeart som beskrevs av Jean-Jacques Kieffer 1921. Stilobezzia rufa ingår i släktet Stilobezzia och familjen svidknott. Inga underarter finns listade i Catalogue of Life.